# خورخي بونتيمبس
خورخي بونتيمبس (بالإسبانية: Jorge Bontemps)‏ هو لاعب كرة قدم أرجنتيني في مركز الدفاع، ولد في 21 أغسطس 1977 في سانتا في في الأرجنتين، وتوفي بنفس المكان في 13 أبريل 2010 بسبب سرطان الرئة. لعب مع نادي أتليتيكو كولون وهوراكان.